# رده‌بندی تیمی در جیرو دیتالیا
رده‌بندی تیمی در جیرو دیتالیا (انگلیسی: Team classification in the Giro d'Italia) یک جایزه در جیرو دیتالیا است که به بهترین تیم مسابقه داده می‌شود. این جایزه از ۱۹۰۹ تاکنون اعطا میشود.

## قهرمانان
| سال  | تیم              |
| ---- | ---------------- |
| ۱۹۰۹ | آتالا–دانلوپ     |
| ۱۹۱۰ | آتالا–کونتیننتال |
| ۱۹۱۱ | بیانکی           |
| ۱۹۱۲ | آتالا–دانلوپ     |
| ۱۹۱۳ | ماینو            |
| ۱۹۱۴ | استوکی-دانلوپ    |
| ۱۹۱۹ | استوکی-دانلوپ    |
| ۱۹۲۰ | بیانکی           |
| ۱۹۲۱ | بیانکی–دونلوپ    |
| ۱۹۲۲ | لنیانو–پیرلی     |
| ۱۹۲۳ | لنیانو–پیرلی     |
| ۱۹۲۴ | نامعلوم          |
| ۱۹۲۵ | لنیانو–پیرلی     |
| ۱۹۲۵ | لنیانو–پیرلی     |
| ۱۹۲۶ | لنیانو–پیرلی     |
| ۱۹۲۸ | لنیانو–تورپدو    |
| ۱۹۲۹ | لنیانو–تورپدو    |
| ۱۹۳۰ | بیانکی           |
| ۱۹۳۱ | لنیانو–هاچینسون  |
| ۱۹۳۲ | لنیانو–هاچینسون  |
| ۱۹۳۳ | لنیانو–کلمان     |
| ۱۹۳۴ | گلوریا           |
| ۱۹۳۵ | فرجوس            |
| ۱۹۳۶ | لنیانو–وولسیت    |
| ۱۹۳۷ | فرجوس            |

| سال  | تیم                    |
| ---- | ---------------------- |
| ۱۹۳۸ | گلوریا–آمبروسیانا      |
| ۱۹۳۹ | فرجوس                  |
| ۱۹۴۰ | گلوریا                 |
| ۱۹۴۶ | لنیانو–پیرلی           |
| ۱۹۴۷ | والتر                  |
| ۱۹۴۸ | ویلیر تریستینا         |
| ۱۹۴۹ | ویلیر تریستینا         |
| ۱۹۵۰ | فرجوس–پیرلی            |
| ۱۹۵۱ | تائورئا                |
| ۱۹۵۲ | بیانکی–پیرلی           |
| ۱۹۵۳ | گانا-اورساس            |
| ۱۹۵۴ | گیراردنگو              |
| ۱۹۵۵ | آتالا                  |
| ۱۹۵۶ | آتالا                  |
| ۱۹۵۷ | لنیانو                 |
| ۱۹۵۸ | کارپانو                |
| ۱۹۵۹ | آتالا–پیرلی–لیجی       |
| ۱۹۶۰ | ایگنیس                 |
| ۱۹۶۱ | فائما                  |
| ۱۹۶۲ | فائما                  |
| ۱۹۶۳ | کارپانو                |
| ۱۹۶۴ | سن-رافائل–ژیتان–دانلوپ |
| ۱۹۶۵ | سالوارانی              |
| ۱۹۶۶ | مولتنی                 |
| ۱۹۶۷ | کاس–کاسکول             |

| سال  | تیم                                |
| ---- | ---------------------------------- |
| ۱۹۶۸ | فائما                              |
| ۱۹۶۹ | فائما                              |
| ۱۹۷۰ | فائمینو–فائما                      |
| ۱۹۷۱ | مولتنی                             |
| ۱۹۷۲ | مولتنی                             |
| ۱۹۷۳ | مولتنی                             |
| ۱۹۷۴ | کاس–کاسکول                         |
| ۱۹۷۵ | بروکلین                            |
| ۱۹۷۶ | بروکلین                            |
| ۱۹۷۷ | فلاندریا–ولدا–لاتینا آسیکیوراتزونی |
| ۱۹۷۸ | بیانکی–فائما                       |
| ۱۹۷۹ | شیک–بوتکیا                         |
| ۱۹۸۰ | بیانکی–پیاجو                       |
| ۱۹۸۱ | بیانکی–پیاجو                       |
| ۱۹۸۲ | بیانکی–پیاجو                       |
| ۱۹۸۳ | جمئاز کوسین                        |
| ۱۹۸۴ | رنو–الف                            |
| ۱۹۸۵ | آلپیلاته–سیره                      |
| ۱۹۸۶ | سوپرمرکاتی بریانزولی               |
| ۱۹۸۷ | پاناسونیک-ایسوستار                 |
| ۱۹۸۸ | کاررا جینز–واگابوند                |
| ۱۹۸۹ | فاگور–ام‌بی‌کی                       |
| ۱۹۹۰ | اونسه                              |
| ۱۹۹۱ | کاررا جینز–تاسونی                  |
| ۱۹۹۲ | جی‌بی-ام‌جی مالیفیچو                 |

| سال  | تیم                  |
| ---- | -------------------- |
| ۱۹۹۳ | لامپره-پولتی         |
| ۱۹۹۴ | کاررا جینز–تاسونی    |
| ۱۹۹۵ | جویس–بالان           |
| ۱۹۹۶ | کاررا جینز–تاسونی    |
| ۱۹۹۷ | کلمه-کوستا بلانکا    |
| ۱۹۹۸ | ماپی-بریکوبی         |
| ۱۹۹۹ | ویتالیسیو سگوروس     |
| ۲۰۰۰ | ماپی-کوییک‌استپ       |
| ۲۰۰۱ | السیو                |
| ۲۰۰۲ | السیو                |
| ۲۰۰۳ | لامپره               |
| ۲۰۰۴ | سائکو ماشین پر کافه  |
| ۲۰۰۵ | لیکویگاس-بیانکی      |
| ۲۰۰۶ | فوناک                |
| ۲۰۰۷ | سونیر دوال–پرودیر    |
| ۲۰۰۸ | سی‌اس‌اف گروپ–ناویگاره |
| ۲۰۰۹ | آستانه               |
| ۲۰۱۰ | لیکویگاس-دویمو       |
| ۲۰۱۱ | آستانه               |
| ۲۰۱۲ | لامپره-آی‌اس‌دی        |
| ۲۰۱۳ | تیم اسکای            |
| ۲۰۱۴ | آژ۲آر لا موندیال     |
| ۲۰۱۵ | آستانه               |
| ۲۰۱۶ | آستانه               |
| ۲۰۱۷ | موویستار             |